# 日本のリモコンキーID
日本のリモコンキーID（にほんのリモコンキーアイディー）では、日本のリモコンキーIDについて解説する。

## 概要
日本では2000年12月1日にBS放送のデジタル化が始まった際にこのシステムが導入された。当時NHKは3波体制を取っていたことから「1」「2」「3」を占め、「4」以降が民間に割り当てられた。その際、地上波民放キー局系BSデジタル局を「4」から「8」までに固め、衛星波独立局を残りの「9」以降に配置した。
この思想は3年後に始まった地上波のデジタル化にも影響を与え、東京都（関東広域圏の民放キー局）では基本的にBS衛星波の割り当て思想がそのまま持ち込まれ、地上波キー局系BSデジタル局と親会社（現在はグループ（兄弟）会社）の地上波キー局の番号が一致した。その時点（2003年12月1日）でのNHKと独立局を含めたBS局と地上波在京6局のIDとアナログ放送の親局（以下「A親局」と略）は以下の通りである。なお2003年の時点では放送大学はデジタル化していなかった。
| 番号                                 | 1           | 2            | 3           | 4                   | 5          | 6                         | 7                                   | 8                | 9                              | 10                   | 11 | 12         |
| ------------------------------------ | ----------- | ------------ | ----------- | ------------------- | ---------- | ------------------------- | ----------------------------------- | ---------------- | ------------------------------ | -------------------- | -- | ---------- |
| BSデジタル放送 開始当初のID          | NHK衛星放送 | NHK衛星放送  | NHK衛星放送 | BS日本 （BS日テレ） | BS朝日     | ビーエス・アイ （BS-i）   | ビー・エス・ジャパン （BSジャパン） | BSフジ           | WOWOW                          | スター・チャンネルBS |    |            |
| 地上デジタル放送 開始当初の 東京のID | NHK東京総合 | NHK東京 教育 |             | 日本テレビ放送網    | テレビ朝日 | TBSテレビ ※事実上ラテ兼営 | テレビ東京                          | フジテレビジョン | 東京メトロポリタンテレビジョン |                      |    | [ 注 6 ]   |
| 東京のA親局                          | NHK東京総合 |              | NHK東京教育 | 日本テレビ放送網    |            | TBSテレビ ※事実上ラテ兼営 |                                     | フジテレビジョン |                                | テレビ朝日           |    | テレビ東京 |

各局がその数字を選んだ理由は以下の通りである。NHKとキー局5局は系列BS局も同じ理由。
- NHK - 総合テレビがラジオ第1から「1」（「3」の地域あり）、Eテレがラジオ第2から「2」。
- 日本テレビ放送網（NTV）・TBSテレビ（TBS）・フジテレビジョン（CX） - 自局のA親局と同じ「4」「6」「8」。
- テレビ朝日（EX）・テレビ東京（TX） - 両局ともA親局が2桁（10ch・12ch）故に1桁のIDを希望し、それぞれ5ずつずれて「5」「7」[注 7]。
- MX - 後述。なお、A親局は14ch[注 8]。

上記選択は在京局の事情によるもの、裏を返せば地方局の事情は考慮されていないものであったため、全国に広げるにあたり問題が発生した。結果的にキー局とは異なるIDを選択した地方局も多く存在している。
以下、民放5系列は特に指定のない限り次の通り表記する。
| 表記     | ニュース系列 | 番組供給系列           |
| -------- | ------------ | ---------------------- |
| 日テレ系 | NNN          | NNS                    |
| テレ朝系 | ANN          | テレビ朝日ネットワーク |
| TBS系    | JNN          | TBSネットワーク        |
| テレ東系 | TXN          | TXN                    |
| フジ系   | FNN          | FNS                    |

また、独立局のうち、テレ東系とネット関係のある局は「TX提携」と表記する。

## 地上波基幹放送局に関するID割り当てを巡って

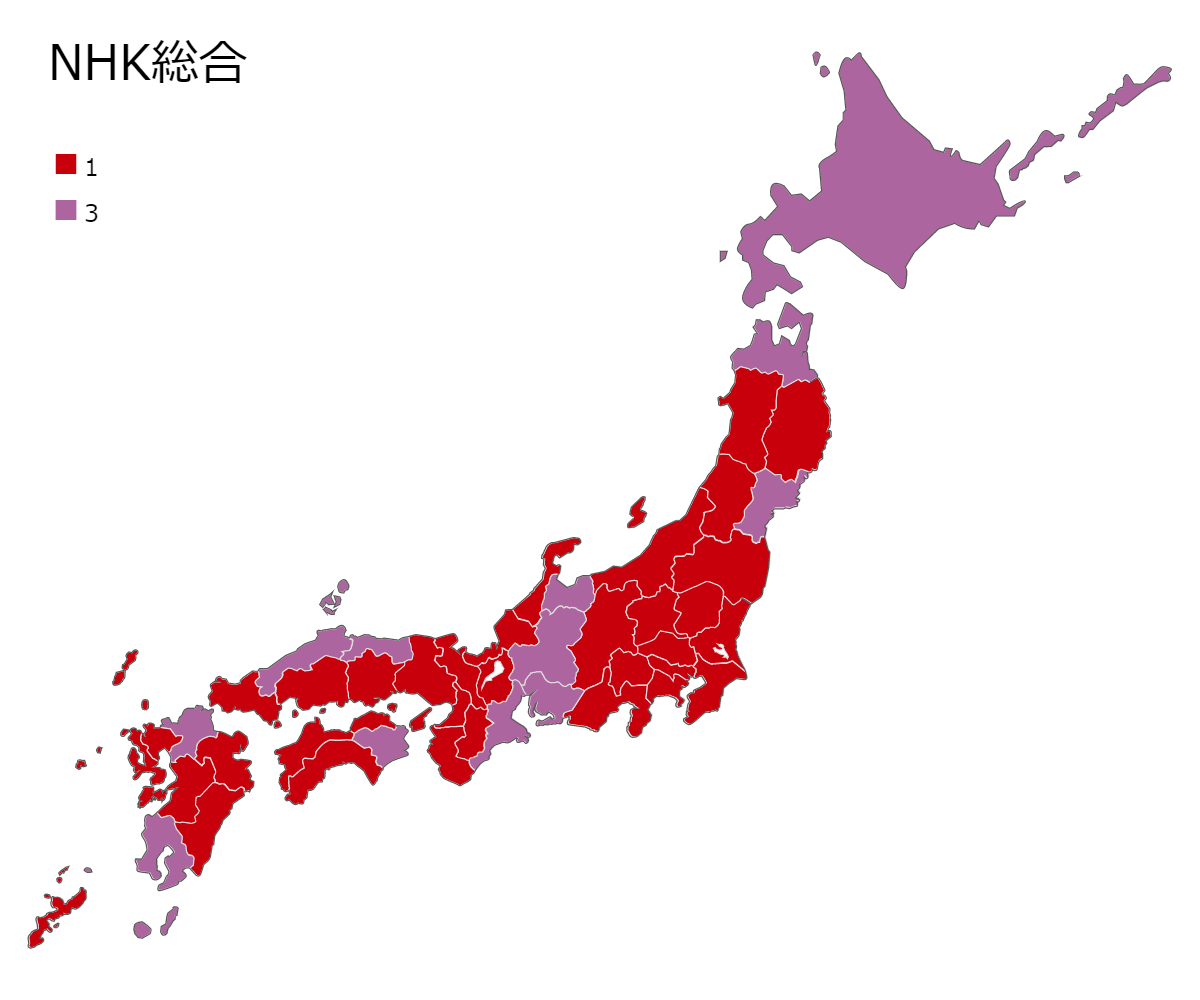
NHK総合テレビ
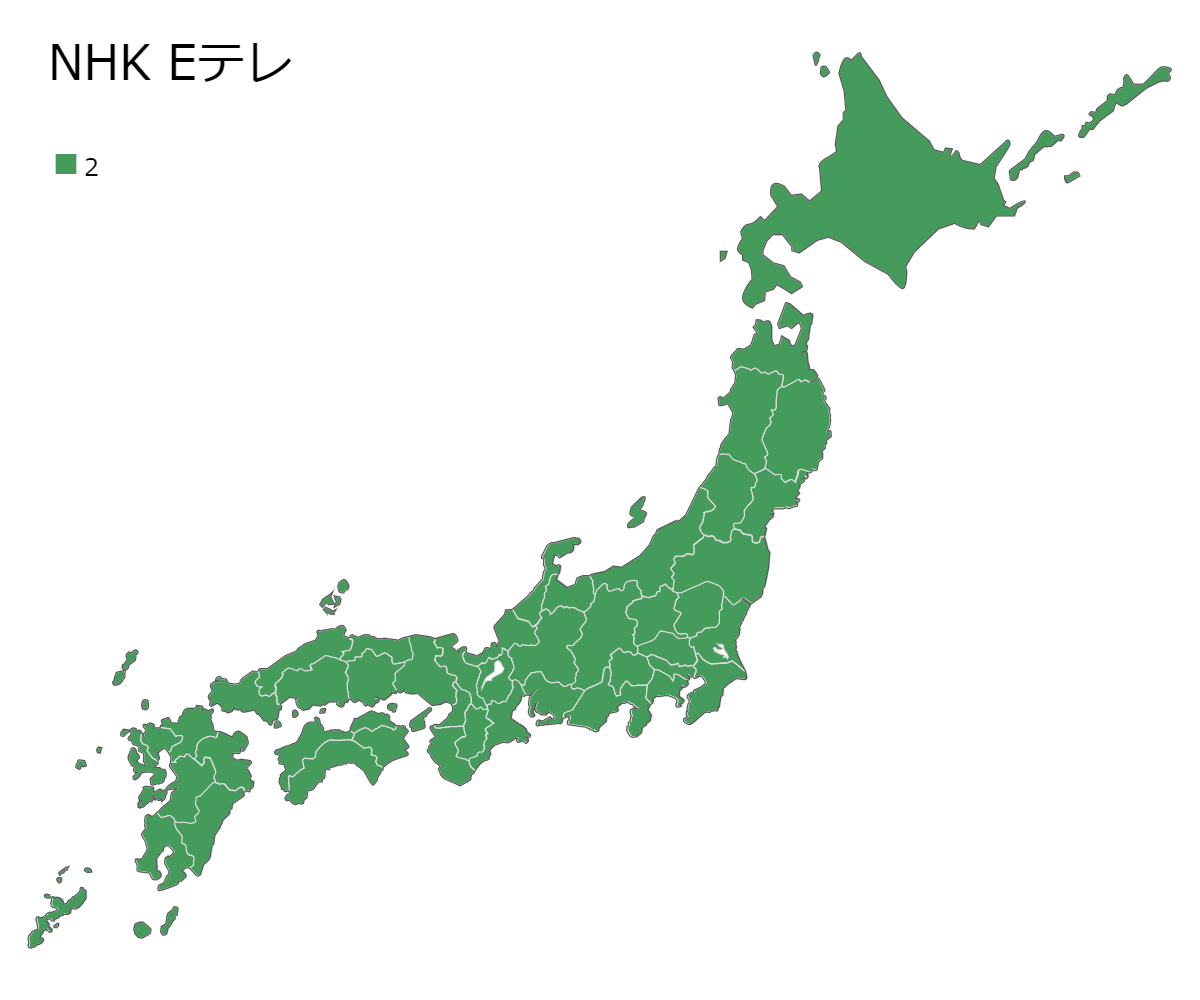
NHK Eテレ
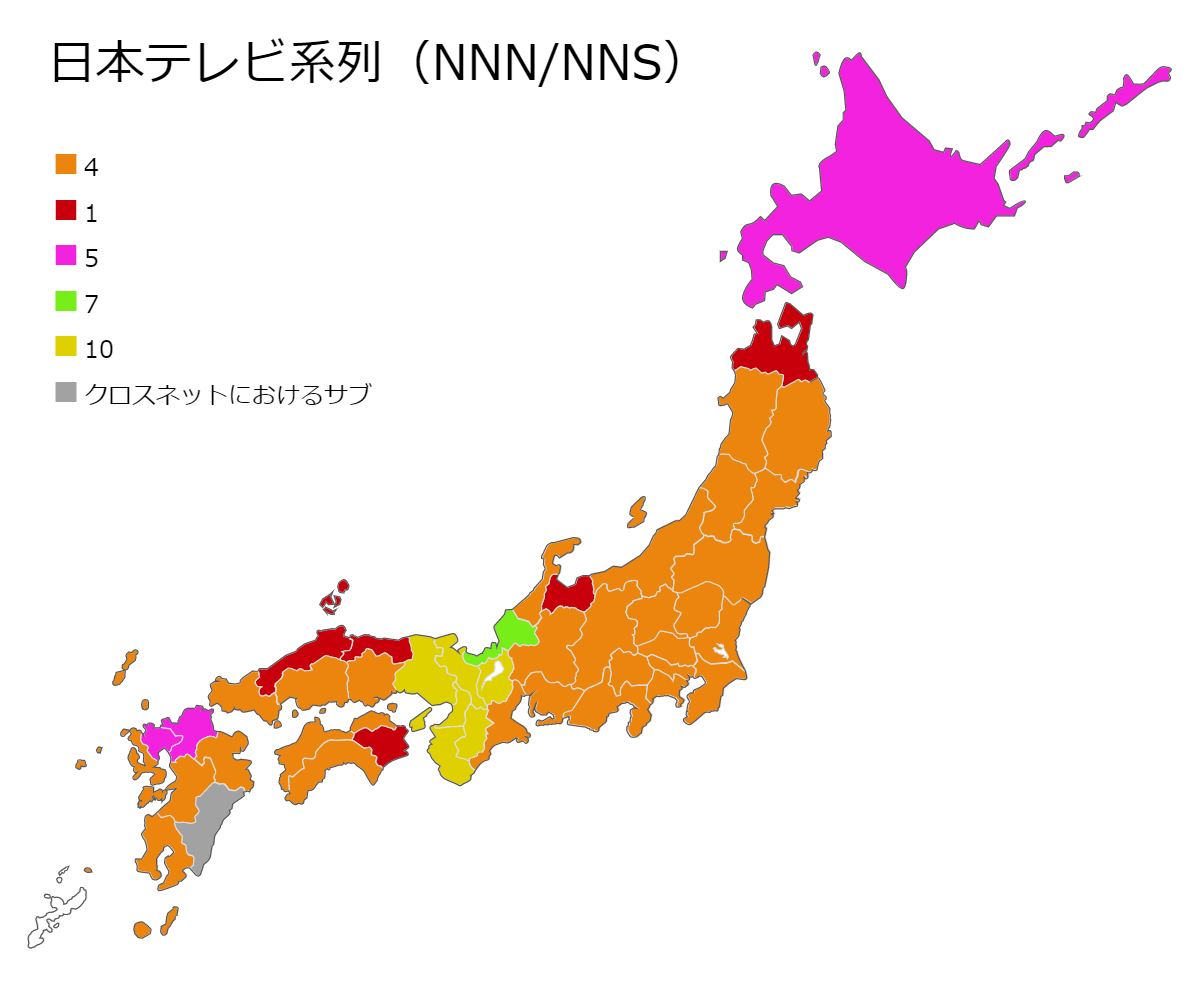
日本テレビ系列（NNN/NNS）
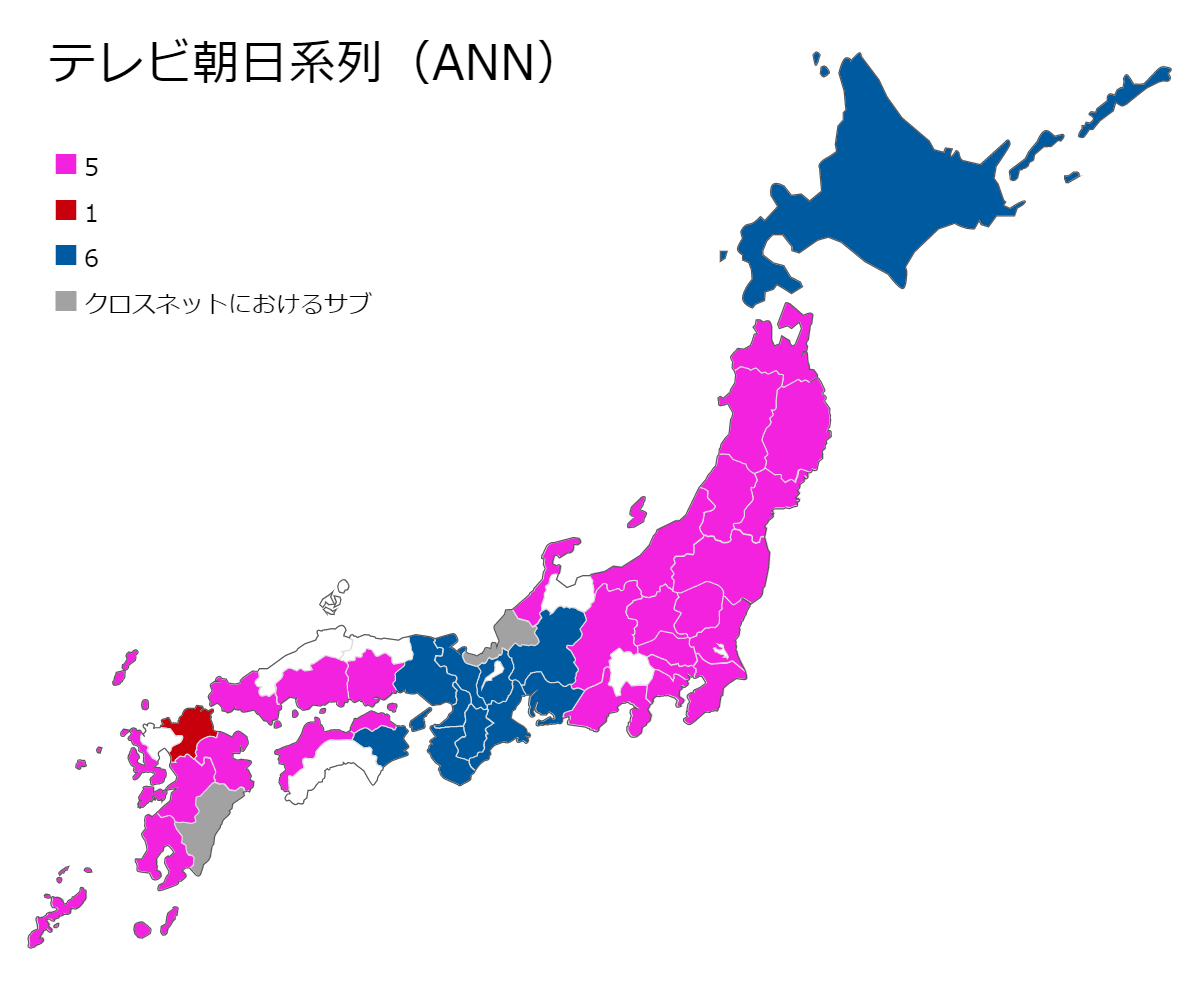
テレビ朝日系列（ANN）
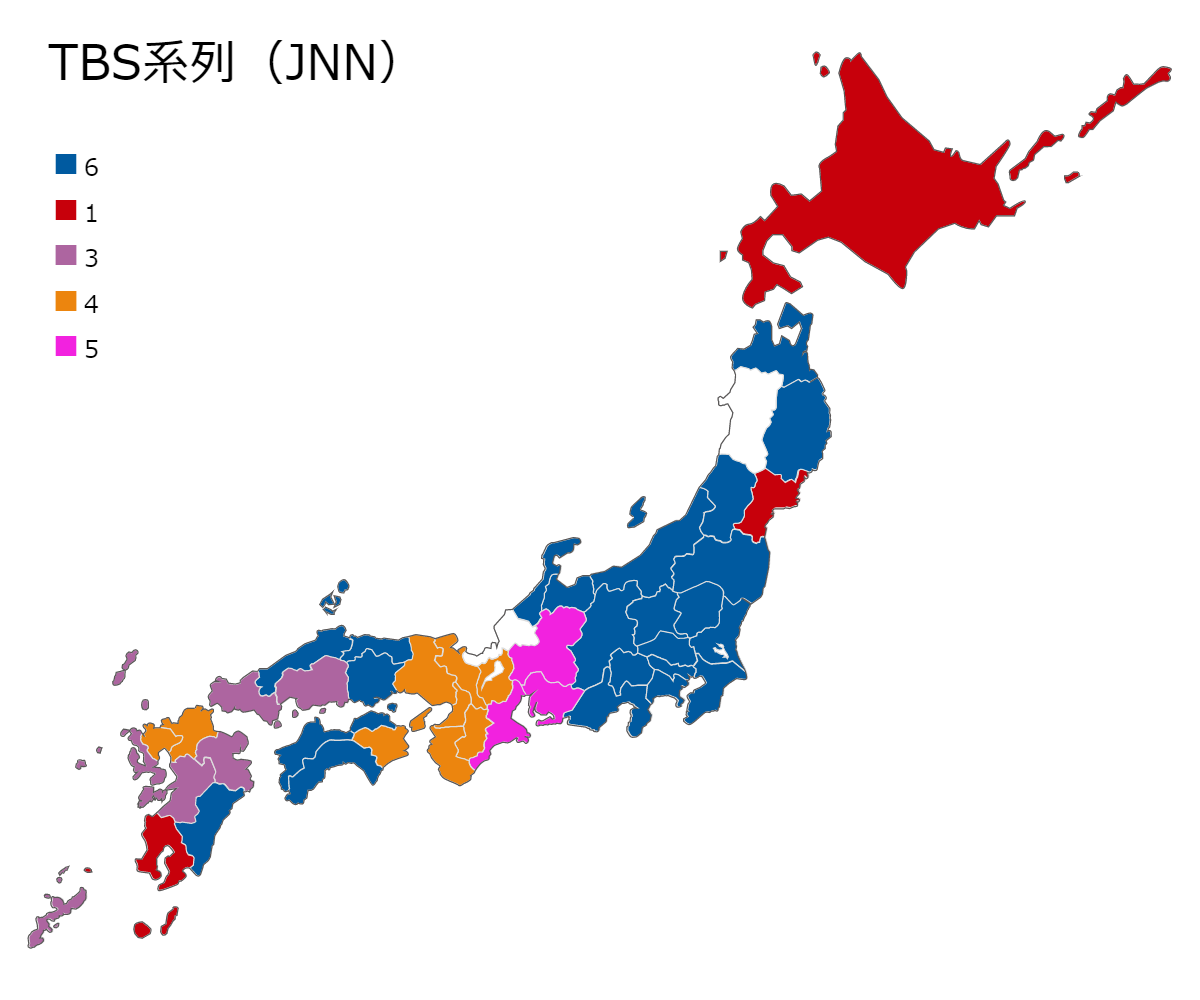
TBS系列（JNN）
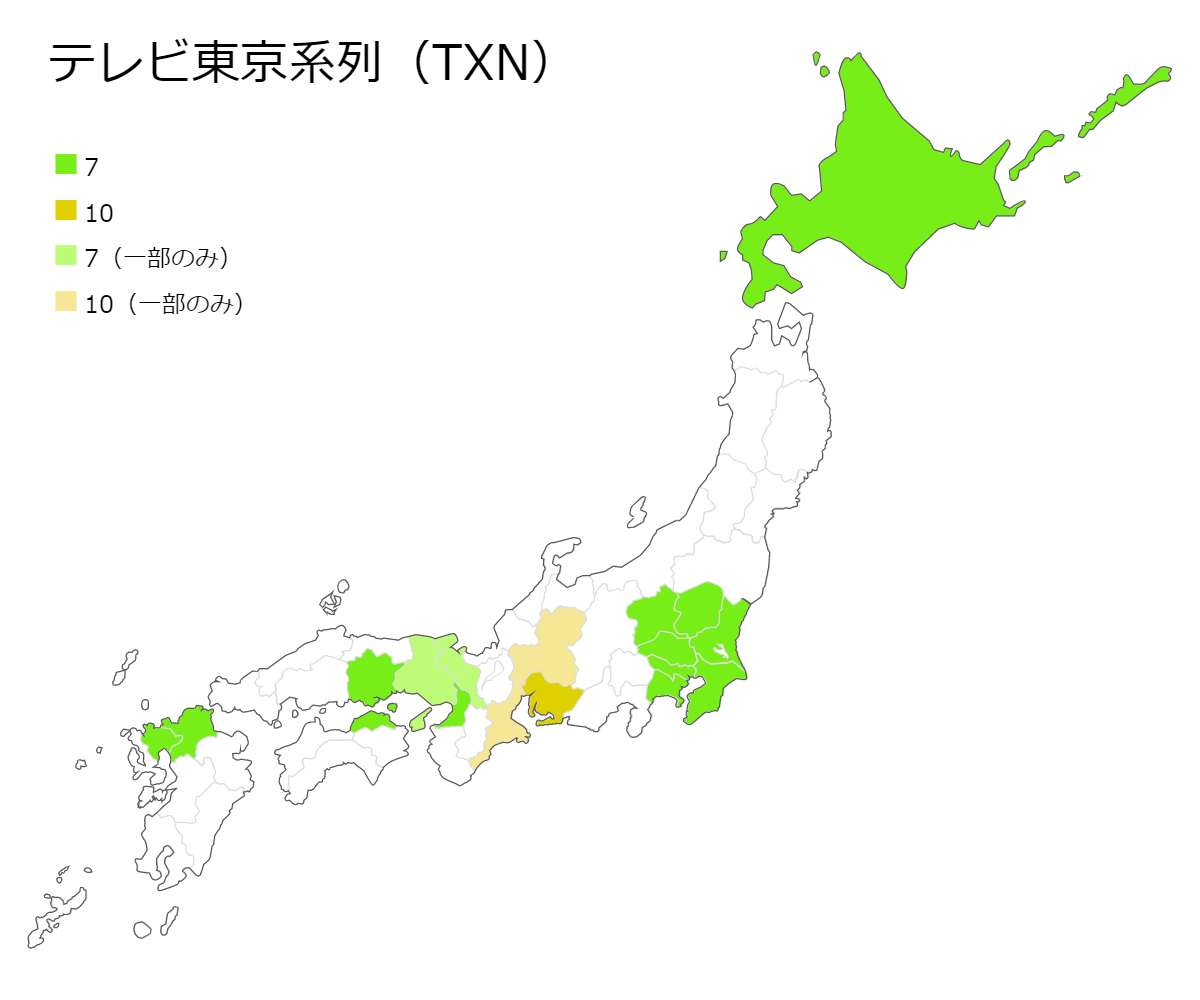
テレビ東京系列（TXN）
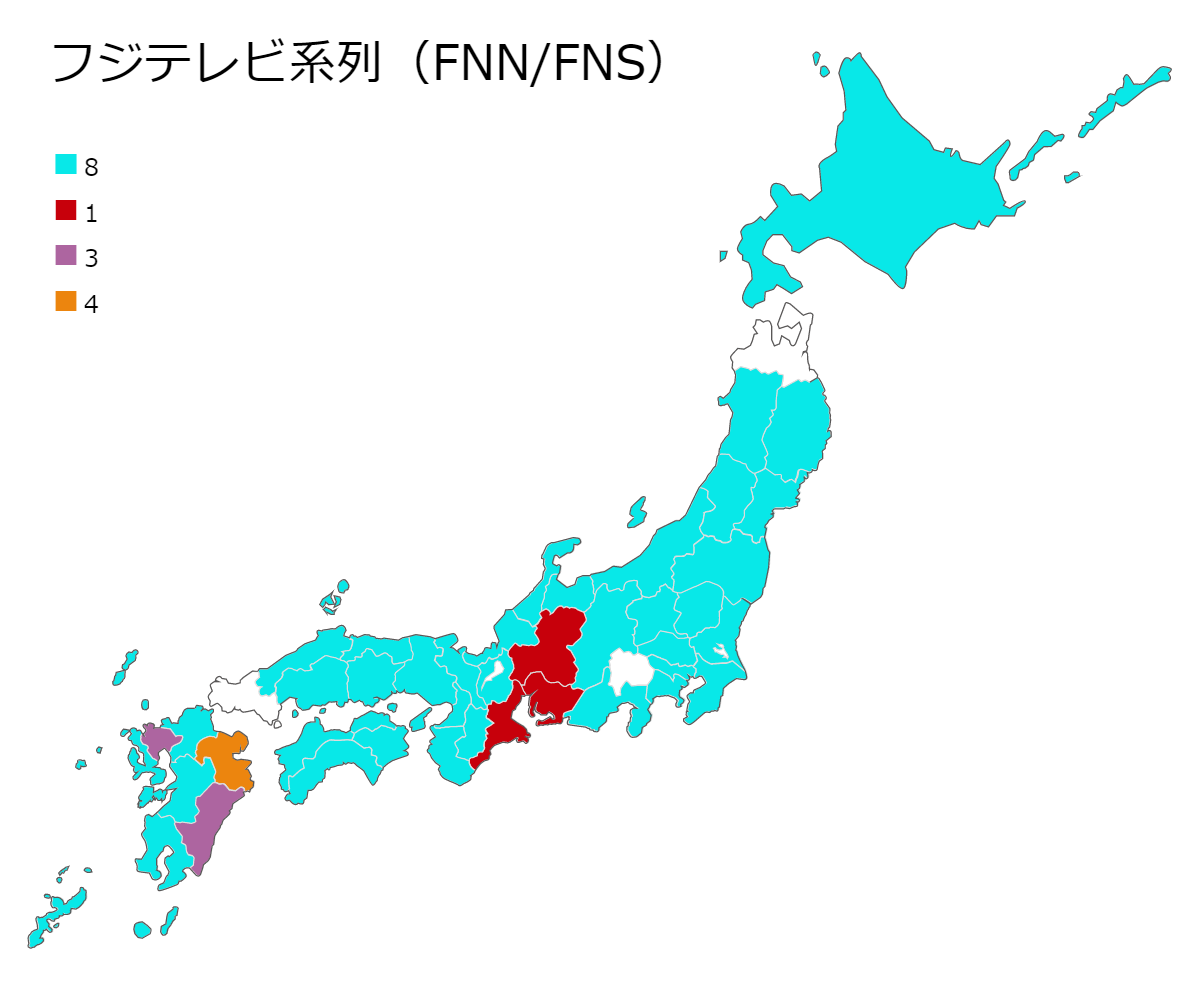
フジテレビ系列（FNN/FNS）
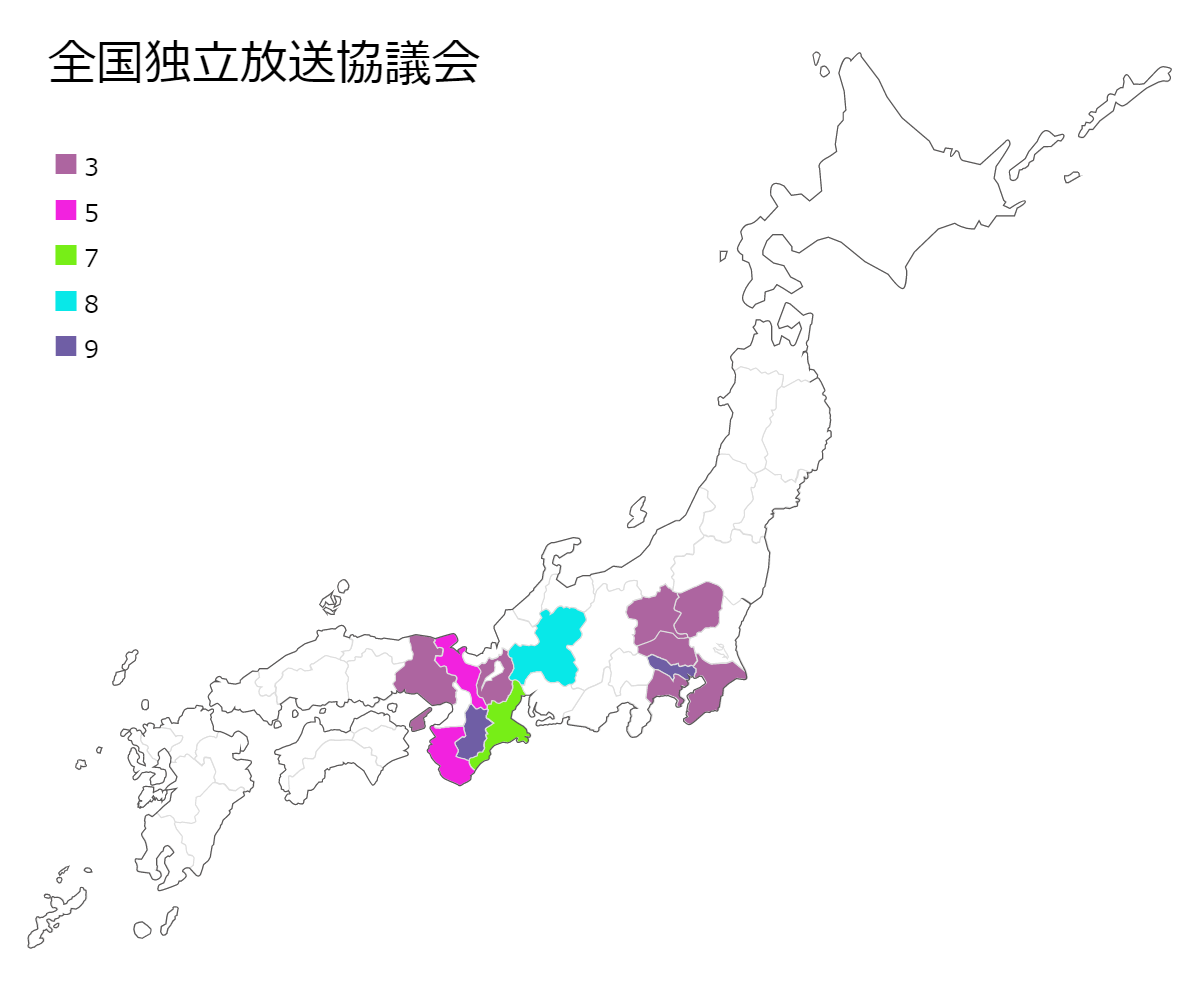
全国独立放送協議会

デジタルテレビ放送では映像も音声もコンピュータで扱えるデータの形式で送信されることから、このリモコンボタン番号を統一しようという動きが持ち上がった。
統一作業は日本電子機械工業会（現：電子情報技術産業協会）が中心となり国（総務省）や各放送業者も加わって何度も話し合われた上で決定した。原則として全国で現在のネットワーク系列局の番号統一を試みたが、「A親局と同じチャンネル番号を維持したい」一部放送局などの反対を受けて実現しなかった。最終的に全国共通でID「2」が割り当てられたNHK Eテレ以外は地域によって番号が異なる局が出ることになったが、「同一都道府県内では同一番号」の原則は維持された。
実際、A親局がVHF波の局ではそれと同じ番号のIDとなった局も存在する。ここでは東京以外の事例を述べる。
| ID   | 原則 | 放送局 | 備考 |
| ---- | --- | --- | --- |
| 1    | NHK総合 | 北海道放送［TBS系］R 青森放送［日テレ系］R 東北放送［TBS系］R 北日本放送［日テレ系］R 東海テレビ放送［フジ系］ 日本海テレビジョン放送［日テレ系］ 四国放送［日テレ系］R 九州朝日放送［テレ朝系］R 南日本放送［TBS系］R                                                                                     | いずれも各地域の老舗放送局で、ラジオ局と無関係の放送局は以下の通り皆無。 - HBC・TBC・MBC - 全局ラテ兼営。 - RAB・KNB・NKT・JRT - 後発のエフエム山陰と送信施設を共用するNKTが唯一のテレビ単営。 - THK - かつての親会社・東海ラジオと「家庭内別居」的関係のTHKが唯一。 - KBC - ラテ兼営のKBCが唯一。 上記の事情からNHKは総合テレビのID全国統一を断念、「1」が民放の地域には「3」を割り当てられた。 この事態に陥った原因は総合テレビのA親局に3chが多かった理由も参照。 |
| 4    | 日テレ系 | 毎日放送R K RKB毎日放送R ［以上、TBS系］ | 毎日新聞社が設立に関わった姉妹会社の関係。 MBSHDはRKBHDの大株主でもある。 |
| 5    | テレ朝系 | 札幌テレビ放送［日テレ系］R CBCテレビ［TBS系］R | 左記の地域においては、後発のテレ朝系列局（それぞれHTBとメ〜テレ）は準キー局ABCと同じ「6」を割り当てられている。 |
| 6    | TBS系 | IBC岩手放送R 北陸放送R | 両社ともアナログ時代からキー局のTBSと同じ「6ch」で放送を行っていた。 |
| 6    | TBS系 | 朝日放送テレビ［テレ朝系］R K | ABCが合併する前の大阪テレビ放送時代から「6ch」で放送を行っていた。 |
| 8    | フジ系 | 関西テレビ放送K 沖縄テレビ放送 | 両社ともアナログ時代からキー局のフジテレビと同じ「8ch」で放送を行っていた。 |
| 10   | | 讀賣テレビ放送［日テレ系］K | 下記参照。 |
| 注   | 社名は現行のもの。 R - ラテ兼営局（事実上も含む）。 K - 関西地区では広域民放4社の申し合わせでA親局の番号をそのまま使うと決めたことによるもの。 | 社名は現行のもの。 R - ラテ兼営局（事実上も含む）。 K - 関西地区では広域民放4社の申し合わせでA親局の番号をそのまま使うと決めたことによるもの。 | 社名は現行のもの。 R - ラテ兼営局（事実上も含む）。 K - 関西地区では広域民放4社の申し合わせでA親局の番号をそのまま使うと決めたことによるもの。 |
| 結果 | 日テレ系 - 7局（NTV・RAB・KNB・NKT・JRT・STV・ytv。単営3局・兼営3局・事実上兼営1局） テレ朝系 - 2局（KBC・ABC。前者は兼営、後者も事実上兼営） TBS系 - 9局（TBS・HBC・IBC・TBC・MRO・CBC・MBS・RKB・MBC。事実上含め全局兼営） フジ系 - 4局（CX・THK・KTV・OTV。全局単営） ※いずれも東京含む、東京以降はID順 | 日テレ系 - 7局（NTV・RAB・KNB・NKT・JRT・STV・ytv。単営3局・兼営3局・事実上兼営1局） テレ朝系 - 2局（KBC・ABC。前者は兼営、後者も事実上兼営） TBS系 - 9局（TBS・HBC・IBC・TBC・MRO・CBC・MBS・RKB・MBC。事実上含め全局兼営） フジ系 - 4局（CX・THK・KTV・OTV。全局単営） ※いずれも東京含む、東京以降はID順 | 日テレ系 - 7局（NTV・RAB・KNB・NKT・JRT・STV・ytv。単営3局・兼営3局・事実上兼営1局） テレ朝系 - 2局（KBC・ABC。前者は兼営、後者も事実上兼営） TBS系 - 9局（TBS・HBC・IBC・TBC・MRO・CBC・MBS・RKB・MBC。事実上含め全局兼営） フジ系 - 4局（CX・THK・KTV・OTV。全局単営） ※いずれも東京含む、東京以降はID順 |

上記以外で「9」以降のIDを割り当てられた基幹放送局は、独立局の2ケースと特殊な1ケース以外は「12」の放送大学（関東圏）のケースしかなく、「11」のIDを使用する地上波無線放送局は存在しない。なお、その放送大学は2018年9月30日をもってBS放送とradikoへ集約すべくFMラジオ放送を含む地上波放送の番組放送を終了し、10月末の放送免許失効後は「12」を使用する放送局もなくなった。
上記の影響でA親局がUHF波の放送局は同系列のキー局にIDを合わせたり、VHF波・UHF波にかかわらずキー局・準キー局と異なるIDを割り当てられたりしたケースもある。
| ID | 原則                                   | 放送局 | 備考 |
| -- | -------------------------------------- | --- | --- |
| 3  |                                        | 中国放送（V4） テレビ山口（U38） 長崎放送（V5） 大分放送（V5） 熊本放送（V11） 琉球放送（V10） ［以上、TBS系］ | TBSと同じ「6」が空いていたが、A親局でもない「3」を選択した。 なお、各県の他局は前述のOTVと後述のTOS以外は全局キー局合わせである。 - OBS - 開局順。 - RCC - A親局と同じ「4」は後発のHTV（日テレ系。V12）が獲得した為、リモコンキー配置上最上段となる NHKの「1」「2」の隣になる「3」を「選局しやすい」として選択。結果的に広島県内は開局順に並んだ。 - tys - 「6」以降をスピルオーバー対策に充当するために空けるべく、「3」を選択した。これにより山口県のリモコンキーIDは1〜5にまとめられた。 - NBC・RKK - 当初、HBC・TBC・MBCと同じ「1」を希望していたがかなわず、次として検討した「4」（MBS・RKBと同じ）は後発の日テレ系（それぞれNIB・KKT）が獲得していたため、RCCと同じ経緯で「3」を選択した。 - RBC - 「6ch=AFN（米軍チャンネル）」のイメージが強いことからそれを避けるべく、また「4」は日テレ系の局と誤解される恐れがあるため、こちらもRCCと同じ経緯で「3」を選択した。 - RCC・OBS・NBC - 仮にTBSに合わせていたら、BSN（V5）同様にA親局より大きいIDになっていた。 |
| 3  | サガテレビ（U36） ［フジ系］           | 隣接する在福民放と被らないIDとして選択した。                                                                   | |
| 3  | テレビ宮崎（U35） ［フジ系・NNN・ANN］ | キー局と被らないIDとして選択した。                                                                             | |
| 4  | 日テレ系                               | テレビ大分（U36） ［日テレ系・FNN］                                                                            | 開局順。 |
| 5  | テレ朝系                               | 福岡放送（U37） ［日テレ系］                                                                                   | NTVと同じ「4」を先発のRKBが選択した一方、 KBCが「1」を選択したことで前述のSTVと同じ「5」が空いていた為選択した。 |
| 6  | TBS系                                  | 北海道テレビ放送（U35） 名古屋テレビ放送（V11） ［以上、テレ朝系］                                             | キー局のEX（V10）と同じ「5」はSTV（日テレ系）、CBC（TBS系）が選択したため、 準キー局のABCと同じ「6」を選択した。 |
| 7  | テレ東系                               | 福井放送（V11） ［日テレ系・ANN］                                                                              | 県内の民放テレビ局が他にFTB（フジ系。U39）のみで、隣府県民放を視聴するケースが多い県内の事情も考慮し、 隣府県と被らずかつA親局の「11」でもない「7」を希望し認められた。 その結果、嶺北地方では「5」にHAB・「6」にMROを、 嶺南地方では「4」にMBS・「5」にKBS・「6」にABCを設定出来るようになった。 |
| 10 |                                        | テレビ愛知（U25） ［テレ東系］                                                                                 | 当初の希望であったTX他4局と同じ「7」が先に開局したMTV（独立局・TX提携。U33）に割り当てられ、 隣の「8」（中京広域圏ではTHKが「1」を割り当てたため空いていた）もGBSに割り当てられた。 「9」はNHK名古屋Eテレ（V9）、「11」はメ〜テレ（V11）のA親局のためこれを避けたところ、 これまで無縁だった「10」「12」を選ぶことになり、最終的に「7」に近いID「10」を割り当てることになった。 |
| 注 | V**はVHF、U**はUHFのA親局を示す。      | V**はVHF、U**はUHFのA親局を示す。                                                                              | V**はVHF、U**はUHFのA親局を示す。 |

独立テレビ局では、以下のようになった。
| ID | 原則                             | 関東                                                           | 中京                                                                | 近畿                                                                             |
| -- | -------------------------------- | -------------------------------------------------------------- | ------------------------------------------------------------------- | -------------------------------------------------------------------------------- |
| 3  |                                  | とちぎテレビ 群馬テレビ テレビ埼玉 千葉テレビ放送 テレビ神奈川 | （NHK総合）                                                         | びわ湖放送［TX提携］ サンテレビジョン                                            |
| 5  | テレ朝系                         | （テレビ朝日）                                                 | （CBCテレビ）                                                       | 京都放送 テレビ和歌山［TX提携］ ※ABCが6ch由来の「6」を割り当てたことによる空きID |
| 7  | テレ東系                         | （テレビ東京）                                                 | 三重テレビ放送［TX提携］ ※TVAより先に割り当て                       | （テレビ大阪）                                                                   |
| 8  | フジ系                           | （フジテレビ）                                                 | 岐阜放送［TX提携］ ※THKが1ch由来の「1」を割り当てたことによる空きID | （関西テレビ）                                                                   |
| 9  |                                  | 東京メトロポリタンテレビジョン                                 |                                                                     | 奈良テレビ放送［TX提携］                                                         |
| 注 | （）はNHK総合と民放5系列を示す。 | （）はNHK総合と民放5系列を示す。                               | （）はNHK総合と民放5系列を示す。                                    | （）はNHK総合と民放5系列を示す。                                                 |

関東広域圏ではTOKYO MX以外の独立局がIDを「3」で統一しており、その5局で5いっしょ3ちゃんねるを結成している。当初はMXも含めてIDを統一する予定だったが、MXは広域放送と同じ東京スカイツリーから送信している関係上、NHKと在京キー局より空中線電力を下げてはいるがそれでもなおスピルオーバーが大きいため、MXだけ隣県の独立局とIDが重複しない「9」の採用に至った。一方、近畿広域圏では近畿総合通信局がIDをNHKと在阪5局で使わない「3」「5」「9」を隣府県の独立局同士で被り合わないように割り当てている（これで「3」を割り当てられたサンテレビは偶然にも局名とIDが一致した）。逆に独立局が早々に1桁IDを獲得したのが中京広域圏で、先述の通りTVAはその影響で「10」になった。
放送対象地域外の放送を受信しその放送を視聴したい場合でかつIDが被った場合は放送対象地域内の放送をまず割り当てた後、IDの重複する局一覧を表示して視聴者が手動でリモコン番号を選択出来るような動作がARIB TR-B14によって例示されている。この場合は論理（3桁）チャンネル番号に枝番（域内：XXx-0、域外：XXx-1、XXx-2、…）が付くことになる。ただし複数の物理チャンネルが受信できてもIDと放送局名が全く同じ場合は枝番が付かない。

## ケーブルテレビ自主放送について
2006年から一部のケーブルテレビ（CATV）局で、コミュニティチャンネル等の自主放送を地上デジタルパススルー方式で送信開始したが、リモコンキーIDは当初は1局に対し1つのみ割り当てられた。各都道府県にケーブルテレビ局は複数所在し番組編成も異なるが、ID自体は各都道府県で統一されている。
IDは地上波テレビ局が採用していない「11」が最も多く（秋田県・富山県・福井県・熊本県では使用されない）、次いでかつて採用されていた「12」、採用している地上波テレビ局が少数である「9」「10」を使用している。
1つ目のID
地上波テレビ局のA親局と被らない数字を割り当てている。基本的に「11」が空いていた地域は「11」が多い。
例外：福島県の「11」はFTVの、福井県の「9」はNHK福井総合の各A親局と被る。なお、2つ目は前者は「10」、後者は「12」である。
2つ目のID
一部地域にてアナログ放送終了後に割り当てられている。東日本は「10」が、西日本は「12」が多い傾向。地上波テレビ局のA親局と被る数字を割り当てる事例も増えた。
例：「12」の場合、新潟県（新潟）、滋賀県・京都府・大阪府・兵庫県・奈良県・和歌山県（以上、大阪）、鳥取県・島根県（以上、松江）、福岡県（北九州）、大分県（大分）、宮崎県（宮崎）が括弧内のEテレ、広島県がHTVの各A親局と被る。いずれも1つ目は「11」。

## リモコンキーID一覧
- 2022年10月現在
- 1つのボタンは大抵はXX1chといったメインチャンネルのみが選局されマルチチャンネルの切り替えは出来ないが、1つのボタンを1事業者全体に割り当て、ボタンを2回以上押すことでマルチチャンネルの切り替え[注 23]が出来る機種も存在する[注 24]。

### 地上波系統について
リモコンキーIDと物理チャンネル・使用周波数の関係はテレビ周波数チャンネルを参照のこと。
基幹放送局は『ARIB TR-B14 地上デジタルテレビジョン放送運用規定』第3.8版（一般社団法人電波産業会）で規定されているものに一部補足したものを示す。CATV自主放送については日本ケーブルテレビ連盟によって規定されたものを示す。
- NHK Eテレは全国1エリアを免許方針としていることからARIBでは具体的な地域割りを指定していないが、実際の運用では下表のように放送エリアに応じてプライマリー（優先設定）局が決められる。
- 逆に福岡県についてはARIBでは福岡と北九州で分けているものの、北海道と異なり全県を同一とみなして処理するよう設計された受信機が少なくない。この場合、北九州・京築地域でも「福岡県」の設定でスキャンを行う必要がある。両方受信した場合、電波強度で決まる。
- 下表に示した全ての局一つ一つに固有の番号が設定されていて、放送波に載せられている。NHK宇都宮・前橋両局の総合は開局後に番号が設定されたため、該当地域内で改めてチャンネルスキャンを行う必要があった。
- 論理（3桁）チャンネル番号は、次の通り[5]。
  - フルセグ：上2桁「ID」+下1桁「x」

「x」には、メインチャンネルには「1」、サブチャンネルには「2」「3」が入る。事業者によっては臨時サービス用に「4」から「10」が入ったり[注 25]、サブチャンネルが「2」のみだったり[注 26]サブチャンネル自体が存在しなかったりもする[注 27]。
  - Gガイド：上2桁「ID+20」+下1桁「8」[注 28]
  - ワンセグ：上2桁「ID+60」+下1桁「x」

「x」にはフルセグ同様、メインチャンネルには「1」、サブチャンネルには「2」が入るが、実際に「2」が入るのはワンセグ2サービスの実施局に限られる（下表、◎：現行かつ常時実施、○：フルセグのマルチ編成時のみ実施、●：廃止）。
- 多くの受信機が番組表システムに採用しているGガイドも下表に準拠している。
- 色掛けは放送系列（クロスネットの場合は■の色掛け）を示し、クロスネット局の放送系列や提携局、TBS系列局が存在しない地域のGガイドホスト局[注 29]は、放送系列の色掛け（クロスネットの場合は■の色掛け）に他系列の色■■■■■を添えて示す[6]。
  - ■NHK G（総合テレビ）
  - ■NHK E（Eテレ）
  - ■日本テレビ系列・提携局
  - ■テレビ朝日系列
  - ■TBS系列・Gガイドホスト局（通常は兼務）
  - ■テレビ東京系列・提携局
  - ■フジテレビ系列
  - ■独立局
  - ■クロスネット局
  - ■その他
  - ■CATV自主放送1
  - ■CATV自主放送2
- 太字はA親局のチャンネル番号を引き継いだ局（事実上も含む）。

| 総合 通信局 | 都道府県 道内地区 | 1                      | 2                        | 3                | 4                | 5                | 6                      | 7                        | 8              | 9              | 10                | 11                | 12                              |
| ----------- | ----------------- | ---------------------- | ------------------------ | ---------------- | ---------------- | ---------------- | ---------------------- | ------------------------ | -------------- | -------------- | ----------------- | ----------------- | ------------------------------- |
| 論理ch      | フルセグ          | 01x                    | 02x                      | 03x              | 04x              | 05x              | 06x                    | 07x                      | 08x            | 09x            | 10x               | 11x               | 12x                             |
| 論理ch      | Gガイド           | 218                    |                          | 238              | 248              | 258              | 268                    |                          | 288            |                |                   |                   |                                 |
| 論理ch      | ワンセグ          | 61x                    | 62x                      | 63x              | 64x              | 65x              | 66x                    | 67x                      | 68x            | 69x            | 70x               | （71x）           | （72x）                         |
| 原則        | 原則              | NHK G（総合）          | NHK E（Eテレ） ※例外なし | （県域独立局）   | 日本テレビ系列   | テレビ朝日系列   | TBS系列                | テレビ東京系列           | フジテレビ系列 | （TOKYO MX）   | （CATV自主放送2） | （CATV自主放送1） | （その他）                      |
| 北海道      | 札幌              | 北海道放送             | NHK札幌 Eテレ            | NHK札幌総合      |                  | 札幌テレビ放送   | 北海道テレビ放送       | テレビ北海道             | 北海道文化放送 |                | CATV自主放送2     | CATV自主放送1     |                                 |
| 北海道      | 函館              | 北海道放送             | NHK函館 Eテレ            | NHK函館総合      |                  | 札幌テレビ放送   | 北海道テレビ放送       | テレビ北海道             | 北海道文化放送 |                | CATV自主放送2     | CATV自主放送1     |                                 |
| 北海道      | 旭川              | 北海道放送             | NHK旭川 Eテレ            | NHK旭川総合      |                  | 札幌テレビ放送   | 北海道テレビ放送       | テレビ北海道             | 北海道文化放送 |                | CATV自主放送2     | CATV自主放送1     |                                 |
| 北海道      | 帯広              | 北海道放送             | NHK帯広 Eテレ            | NHK帯広総合      |                  | 札幌テレビ放送   | 北海道テレビ放送       | テレビ北海道             | 北海道文化放送 |                | CATV自主放送2     | CATV自主放送1     |                                 |
| 北海道      | 釧路              | 北海道放送             | NHK釧路 Eテレ            | NHK釧路総合      |                  | 札幌テレビ放送   | 北海道テレビ放送       | テレビ北海道             | 北海道文化放送 |                | CATV自主放送2     | CATV自主放送1     |                                 |
| 北海道      | 北見              | 北海道放送             | NHK北見 Eテレ            | NHK北見総合      |                  | 札幌テレビ放送   | 北海道テレビ放送       | テレビ北海道             | 北海道文化放送 |                | CATV自主放送2     | CATV自主放送1     |                                 |
| 北海道      | 室蘭              | 北海道放送             | NHK室蘭 Eテレ            | NHK室蘭総合      |                  | 札幌テレビ放送   | 北海道テレビ放送       | テレビ北海道             | 北海道文化放送 |                | CATV自主放送2     | CATV自主放送1     |                                 |
| 東北        | 青森県            | 青森放送               | NHK青森 Eテレ            | NHK青森総合      | 青森朝日放送     | 青森テレビ       |                        |                          |                |                | CATV自主放送2     | CATV自主放送1     |                                 |
| 東北        | 岩手県            | NHK盛岡総合            | NHK盛岡 Eテレ            |                  | テレビ岩手       | 岩手朝日テレビ   | IBC岩手放送            | 岩手めんこいテレビ       |                |                | CATV自主放送2     | CATV自主放送1     |                                 |
| 東北        | 宮城県            | 東北放送               | NHK仙台 Eテレ            | NHK仙台総合      | 宮城テレビ放送   | 東日本放送       |                        | 仙台放送                 |                |                | CATV自主放送2     | CATV自主放送1     |                                 |
| 東北        | 秋田県            | NHK秋田総合            | NHK秋田 Eテレ            |                  | 秋田放送         | 秋田朝日放送     | 秋田テレビ■            |                          | CATV自主放送1  |                | CATV自主放送2     |                   |                                 |
| 東北        | 山形県            | NHK山形総合            | NHK山形 Eテレ            | 山形放送         | 山形テレビ       | テレビユー山形   | さくらんぼテレビジョン | CATV自主放送1            |                | CATV自主放送2  |                   |                   |                                 |
| 東北        | 福島県            | NHK福島総合            | NHK福島 Eテレ            | 福島中央テレビ   | 福島放送         | テレビユー福島   | 福島テレビ             |                          | CATV自主放送2  | CATV自主放送1  |                   |                   |                                 |
| 関東        | 茨城県            | NHK水戸総合            | NHK東京 Eテレ○           | 日本テレビ放送網 | テレビ朝日       | TBSテレビ        | テレビ東京             | フジテレビジョン○        | CATV自主放送2  | CATV自主放送1  | （廃局）          |                   |                                 |
| 関東        | 栃木県            | NHK宇都宮総合          | NHK東京 Eテレ○           | 日本テレビ放送網 | テレビ朝日       | TBSテレビ        | テレビ東京             | フジテレビジョン○        | CATV自主放送2  | CATV自主放送1  | （廃局）          | とちぎテレビ      |                                 |
| 関東        | 群馬県            | NHK前橋総合            | NHK東京 Eテレ○           | 日本テレビ放送網 | テレビ朝日       | TBSテレビ        | テレビ東京             | フジテレビジョン○        | CATV自主放送2  | CATV自主放送1  | （廃局）          | 群馬テレビ        |                                 |
| 関東        | 埼玉県            | NHK東京総合            | NHK東京 Eテレ○           | 日本テレビ放送網 | テレビ朝日       | TBSテレビ        | テレビ東京             | フジテレビジョン○        | CATV自主放送2  | CATV自主放送1  | （廃局）          | テレビ埼玉        |                                 |
| 関東        | 千葉県            | NHK東京総合            | NHK東京 Eテレ○           | 日本テレビ放送網 | テレビ朝日       | TBSテレビ        | テレビ東京             | フジテレビジョン○        | CATV自主放送2  | CATV自主放送1  | （廃局）          | 千葉テレビ放送○   |                                 |
| 関東        | 東京都            | NHK東京総合            | NHK東京 Eテレ○           | 日本テレビ放送網 | テレビ朝日       | TBSテレビ        | テレビ東京             | フジテレビジョン○        | CATV自主放送2  | CATV自主放送1  | （廃局）          |                   | 東京メトロポリタンテレビジョン◎ |
| 関東        | 神奈川県          | NHK東京総合            | NHK東京 Eテレ○           | 日本テレビ放送網 | テレビ朝日       | TBSテレビ        | テレビ東京             | フジテレビジョン○        | CATV自主放送2  | CATV自主放送1  | （廃局）          | テレビ神奈川○     |                                 |
| 甲信越      | 山梨県            | NHK甲府総合            | NHK甲府 Eテレ            |                  | 山梨放送         |                  | テレビ山梨             |                          | CATV自主放送2  | CATV自主放送1  |                   |                   |                                 |
| 甲信越      | 新潟県            | NHK新潟総合            | NHK新潟 Eテレ            | テレビ新潟放送網 | 新潟テレビ21     | 新潟放送         | NST新潟総合テレビ      |                          | CATV自主放送2  | CATV自主放送1  |                   |                   |                                 |
| 甲信越      | 長野県            | NHK長野総合            | NHK長野 Eテレ            | テレビ信州       | 長野朝日放送     | 信越放送         | 長野放送               | CATV自主放送2            | CATV自主放送1  |                |                   |                   |                                 |
| 北陸        | 富山県            | 北日本放送             | NHK富山 Eテレ            | NHK富山総合      |                  |                  | チューリップテレビ     | 富山テレビ放送           | CATV自主放送1  |                | CATV自主放送2     |                   |                                 |
| 北陸        | 石川県            | NHK金沢総合            | NHK金沢 Eテレ            |                  | テレビ金沢       | 北陸朝日放送     | 北陸放送               | 石川テレビ放送           | CATV自主放送1  | CATV自主放送2  |                   |                   |                                 |
| 北陸        | 福井県            | NHK福井総合            | NHK福井 Eテレ            |                  |                  |                  | 福井放送■              | 福井テレビジョン放送■    | CATV自主放送1  |                | CATV自主放送2     |                   |                                 |
| 東海        | 静岡県            | NHK静岡総合            | NHK静岡 Eテレ            | 静岡第一テレビ   | 静岡朝日テレビ   | 静岡放送         |                        | テレビ静岡               |                | CATV自主放送2  | CATV自主放送1     |                   |                                 |
| 東海        | 岐阜県            | 東海テレビ放送         | NHK名古屋 Eテレ          | NHK岐阜総合      | 中京テレビ放送   | CBCテレビ        | 名古屋テレビ放送       | 岐阜放送■                |                | CATV自主放送2  | CATV自主放送1     |                   |                                 |
| 東海        | 愛知県            | 東海テレビ放送         | NHK名古屋 Eテレ          | NHK名古屋総合    | 中京テレビ放送   | CBCテレビ        | 名古屋テレビ放送       |                          | テレビ愛知■    | CATV自主放送2  | CATV自主放送1     |                   |                                 |
| 東海        | 三重県            | 東海テレビ放送         | NHK名古屋 Eテレ          | NHK津総合        | 中京テレビ放送   | CBCテレビ        | 名古屋テレビ放送       | 三重テレビ放送■          |                | CATV自主放送2  | CATV自主放送1     |                   |                                 |
| 近畿        | 滋賀県            | NHK大津総合            | NHK大阪 Eテレ            | びわ湖放送■      | 毎日放送○        |                  | 朝日放送テレビ         |                          | 関西テレビ放送 | 讀賣テレビ放送 | CATV自主放送1     | CATV自主放送2     |                                 |
| 近畿        | 京都府            | NHK京都総合            | NHK大阪 Eテレ            |                  | 毎日放送○        | 京都放送         | 朝日放送テレビ         |                          | 関西テレビ放送 | 讀賣テレビ放送 | CATV自主放送1     | CATV自主放送2     |                                 |
| 近畿        | 大阪府            | NHK大阪総合            | NHK大阪 Eテレ            |                  | 毎日放送○        | テレビ大阪○      | 朝日放送テレビ         |                          | 関西テレビ放送 | 讀賣テレビ放送 | CATV自主放送1     | CATV自主放送2     |                                 |
| 近畿        | 兵庫県            | NHK神戸総合            | NHK大阪 Eテレ            | サンテレビジョン | 毎日放送○        |                  | 朝日放送テレビ         |                          | 関西テレビ放送 | 讀賣テレビ放送 | CATV自主放送1     | CATV自主放送2     |                                 |
| 近畿        | 奈良県            | NHK奈良総合            | NHK大阪 Eテレ            |                  | 毎日放送○        | 奈良テレビ放送■● | 朝日放送テレビ         |                          | 関西テレビ放送 | 讀賣テレビ放送 | CATV自主放送1     | CATV自主放送2     |                                 |
| 近畿        | 和歌山県          | NHK和歌山総合          | NHK大阪 Eテレ            | テレビ和歌山■    | 毎日放送○        |                  | 朝日放送テレビ         |                          | 関西テレビ放送 | 讀賣テレビ放送 | CATV自主放送1     | CATV自主放送2     |                                 |
| 中国        | 鳥取県            | 日本海テレビジョン放送 | NHK鳥取 Eテレ            | NHK鳥取総合      |                  |                  | 山陰放送               | 山陰中央テレビジョン放送 |                |                | CATV自主放送1     | CATV自主放送2     |                                 |
| 中国        | 島根県            | 日本海テレビジョン放送 | NHK松江 Eテレ            | NHK松江総合      |                  |                  | 山陰放送               | 山陰中央テレビジョン放送 |                |                | CATV自主放送1     | CATV自主放送2     |                                 |
| 中国        | 広島県            | NHK広島総合            | NHK広島 Eテレ            | 中国放送         | 広島テレビ放送   | 広島ホームテレビ |                        | テレビ新広島             |                |                | CATV自主放送1     | CATV自主放送2     |                                 |
| 中国        | 山口県            | NHK山口総合            | NHK山口 Eテレ            | テレビ山口       | 山口放送         | 山口朝日放送     |                        | CATV自主放送2            | CATV自主放送1  |                |                   |                   |                                 |
| 中国        | 岡山県            | NHK岡山総合            | NHK岡山 Eテレ            |                  | 西日本放送       | 瀬戸内海放送     | RSK山陽放送            | CATV自主放送2            | CATV自主放送1  | テレビせとうち | 岡山放送          |                   |                                 |
| 四国        | 香川県            | NHK高松総合            | NHK高松 Eテレ            |                  | 西日本放送       | 瀬戸内海放送     | RSK山陽放送            | CATV自主放送2            | CATV自主放送1  | テレビせとうち | 岡山放送          |                   |                                 |
| 四国        | 徳島県            | 四国放送■              | NHK徳島 Eテレ            | NHK徳島総合      |                  |                  |                        |                          |                | CATV自主放送1  |                   |                   |                                 |
| 四国        | 愛媛県            | NHK松山総合            | NHK松山 Eテレ            |                  | 南海放送◎        | 愛媛朝日テレビ   | あいテレビ             | テレビ愛媛               |                | CATV自主放送1  |                   |                   |                                 |
| 四国        | 高知県            | NHK高知総合            | NHK高知 Eテレ            | 高知放送         |                  | テレビ高知       | 高知さんさんテレビ     |                          |                | CATV自主放送1  |                   |                   |                                 |
| 九州        | 福岡県            | 九州朝日放送           | NHK福岡 Eテレ            | NHK福岡総合      | RKB毎日放送      | 福岡放送         |                        | TVQ九州放送              | テレビ西日本   | CATV自主放送1  |                   |                   |                                 |
| 九州        | 福岡県            | 九州朝日放送           | NHK北九州 Eテレ          | NHK北九州総合    | RKB毎日放送      | 福岡放送         |                        | TVQ九州放送              | テレビ西日本   | CATV自主放送1  |                   |                   |                                 |
| 九州        | 佐賀県            | NHK佐賀総合            | NHK佐賀 Eテレ            | サガテレビ■      |                  |                  |                        |                          |                | CATV自主放送1  |                   |                   |                                 |
| 九州        | 長崎県            | NHK長崎総合            | NHK長崎 Eテレ            | 長崎放送         | 長崎国際テレビ   | 長崎文化放送     | テレビ長崎             |                          |                | CATV自主放送1  |                   |                   |                                 |
| 九州        | 熊本県            | NHK熊本総合            | NHK熊本 Eテレ            | 熊本放送         | 熊本県民テレビ   | 熊本朝日放送     | テレビ熊本             | CATV自主放送1            | CATV自主放送2  |                |                   |                   |                                 |
| 九州        | 大分県            | NHK大分総合            | NHK大分 Eテレ            | 大分放送         | テレビ大分■      | 大分朝日放送     |                        |                          | CATV自主放送1  | CATV自主放送2  |                   |                   |                                 |
| 九州        | 宮崎県            | NHK宮崎総合            | NHK宮崎 Eテレ            | テレビ宮崎■      |                  |                  | 宮崎放送               |                          | CATV自主放送1  | CATV自主放送2  |                   |                   |                                 |
| 九州        | 鹿児島県          | 南日本放送             | NHK鹿児島 Eテレ          | NHK鹿児島総合    | 鹿児島読売テレビ | 鹿児島放送       |                        | 鹿児島テレビ放送         | CATV自主放送1  | CATV自主放送2  |                   |                   |                                 |
| 沖縄        | 沖縄県            | NHK沖縄総合            | NHK沖縄 Eテレ            | 琉球放送         |                  | 琉球朝日放送     | 沖縄テレビ放送■        | CATV自主放送2            | CATV自主放送1  |                |                   |                   |                                 |

### BSデジタル放送について
BSデジタル放送では、地上波同様、原則として1事業者にサービス（テレビ・ラジオ・データ）ごとに1つずつの論理チャンネル枠（3桁番号の上2桁）が割り当てられている。ただし、地上波と異なり、論理チャンネルの上2桁と「リモコンキーID」は別に定義されており、両者に必ずしも直接的な関係はない。
論理チャンネルの割り当てについては日本における衛星放送#論理チャンネル番号、実際に使用される論理チャンネルや参入/撤退の時期についてはBS放送事業者一覧も参照。

#### 2K放送
『ARIB TR-B15 BS/広帯域CSデジタルテレビジョン放送運用規定 技術資料』4.6版（社団法人電波産業会）の「ワンタッチボタンの機能を搭載する場合、参考となるボタン割り当ての例」ではその通り「ワンタッチキーの割り当て例」が提示されているだけで「実装については商品企画マターとする」とされており、地上波と異なり、リモコンキーIDの厳密な定義はされていない。ただし、2000年12月当初よりボタン「1」から「10」、2007年12月以降はそれに加え「11」と「12」の基本的な設定がほぼ全機種で共通しており、これらが事実上の「リモコンキーID」として、地上波のIDと同様に公式案内も行われている。
公式IDは、NHK-BSのテレビ放送が「1」から「2」を占め、「3」は放送大学のテレビ放送、「4」から「8」が大手民間放送キー局系BS局、「9」から「12」はその他の民間のテレビ放送に割り当てられている。論理チャンネルは、「1」から「2」は同一事業者のため全て「10x」だが、「3」から「12」は全て事業者が異なり、上2桁が「3」は「『ID』+20」、「4」から「12」は「『ID』+10」となっている。
公式IDの割り当て一覧を次に示す。
| ID | 論理ch | 論理ch | 事業者                                                | サービス |
| ID | 枠     | 代表   | 事業者                                                | サービス |
| -- | ------ | ------ | ----------------------------------------------------- | -------- |
| 1  | 10x    | 101    | 日本放送協会（NHK-BS）                                | テレビ   |
| 2  | 10x    | 102    | 日本放送協会（NHK-BS）                                | テレビ   |
| 3  | 23x    | 231    | 放送大学学園（放送大学）                              | テレビ   |
| 4  | 14x    | 141    | BS日本（BS日テレ）                                    | テレビ   |
| 5  | 15x    | 151    | BS朝日                                                | テレビ   |
| 6  | 16x    | 161    | BS-TBS                                                | テレビ   |
| 7  | 17x    | 171    | BSテレビ東京（BSテレ東）                              | テレビ   |
| 8  | 18x    | 181    | BSフジ                                                | テレビ   |
| 9  | 19x    | 191    | WOWOW                                                 | テレビ   |
| 10 | 20x    | 200    | ジャパネットブロードキャスティング（BS10）            | テレビ   |
| 11 | 21x    | 211    | 日本BS放送（BS11）                                    | テレビ   |
| 12 | 22x    | 222    | ワールド・ハイビジョン・チャンネル（BS12 トゥエルビ） | テレビ   |

以下、非公式のボタン割り当てについて述べる。
BS11及びBS12 トゥエルビの開局以前は「11」「12」の設定は機種によって異なっていた（2つとも空きだったものや、そもそもボタンが「10」までしかないものもあった）。その例を次に示す。
|        | 11     | 11     | 11                      | 11     | 12       | 12       | 12                      | 12       |
| 論理ch | 論理ch | 事業者 | サービス                | 論理ch | 論理ch   | 事業者   | サービス                |          |
| 枠     | 代表   | 事業者 | サービス                | 枠     | 代表     | 事業者   | サービス                |          |
| ------ | ------ | ------ | ----------------------- | ------ | -------- | -------- | ----------------------- | -------- |
| 例1    | 70x    | 700    | 日本放送協会（NHK-BS）  | データ | 70x      | 701      | 日本放送協会（NHK-BS）  | データ   |
| 例2    | 75x    | 755    | ビーエス朝日            | データ | 91x      | 910      | ウェザーニューズ（WNI） | データ   |
| 例3    | 95x    | 955    | メディアサーブ（BS955） | データ | （空き） | （空き） | （空き）                | （空き） |

2000年12月当初より、BSデジタル放送にはラジオやデータのチャンネルが存在しており、13チャンネル以上の登録が可能な一部機種ではそれらも割り当てられていた（ただし、それらのチャンネルの多くは現存していない）。「お好み選局」で最大36チャンネルが登録可能な機種では、基本の1ページ（テレビとNHK-BS連動データ）の他に、2ページにラジオ（単営のみ）と連動データ（NHK-BS以外）、3ページに独立データのチャンネルが登録されていた。当初のページ・ボタンとチャンネルの対応を次に示す。
| 1ページ | 1ページ | 1ページ                     | 1ページ  | 2ページ | 2ページ | 2ページ                               | 2ページ  | 3ページ | 3ページ  | 3ページ                   | 3ページ  |
| ボタン  | 論理ch  | 事業者                      | サービス | ボタン  | 論理ch  | 事業者                                | サービス | ボタン  | 論理ch   | 事業者                    | サービス |
| ------- | ------- | --------------------------- | -------- | ------- | ------- | ------------------------------------- | -------- | ------- | -------- | ------------------------- | -------- |
| 1       | 101     | 日本放送協会（NHK-BS）      | テレビ   | 1       | 300     | ビー・エス・コミュニケーションズ      | ラジオ   | 1       | 900      | メガポート放送            | データ   |
| 2       | 102     | 日本放送協会（NHK-BS）      | テレビ   | 2       | 316     | ミュージックバード                    | ラジオ   | 2       | 910      | ウェザーニューズ（WNI）   | データ   |
| 3       | 103     | 日本放送協会（NHK-BS）      | テレビ   | 3       | 320     | JFN衛星放送                           | ラジオ   | 3       | 933      | Digicas                   | データ   |
| 4       | 141     | BS日本（BS日テレ）          | テレビ   | 4       | 744     | BS日本（BS日テレ）                    | データ   | 4       | 940      | 日本データ放送（NDB）     | データ   |
| 5       | 151     | BS朝日                      | テレビ   | 5       | 755     | BS朝日                                | データ   | 5       | 955      | メディアサーブ（BS955）   | データ   |
| 6       | 161     | BS-i （現：BS-TBS）         | テレビ   | 6       | 766     | BS-i （現：BS-TBS）                   | データ   | 6       | 963      | 日本メディアーク（Tivi!） | データ   |
| 7       | 171     | BSジャパン （現：BSテレ東） | テレビ   | 7       | 777     | BSジャパン （現：BSテレ東）           | データ   | 7       | （空き） | （空き）                  | （空き） |
| 8       | 181     | BSフジ                      | テレビ   | 8       | 780     | BSフジ                                | データ   | 8       | （空き） | （空き）                  | （空き） |
| 9       | 191     | WOWOW                       | テレビ   | 9       | 791     | WOWOW                                 | データ   | 9       | 999      | 日本BS放送（ch999）       | データ   |
| 10      | 200     | スター・チャンネル          | テレビ   | 10      | 800     | スター・チャンネル                    | データ   | 10      | （空き） | （空き）                  | （空き） |
| 11      | 700     | 日本放送協会（NHK-BS）      | データ   | 11      | 333     | 衛星デジタル音楽放送 （セント・ギガ） | ラジオ   | 11      | （空き） | （空き）                  | （空き） |
| 12      | 701     | 日本放送協会（NHK-BS）      | データ   | 12      | 633     | 衛星デジタル音楽放送 （セント・ギガ） | データ   | 12      | （空き） | （空き）                  | （空き） |

テレビ・ラジオ・データのサービス別に登録可能な機種も存在し、連動データ以外の全チャンネルにボタンが割り当てられていた。各サービスにおけるボタンとチャンネルの対応を次に示す。
| テレビ | テレビ   | テレビ                      | ラジオ | ラジオ   | ラジオ                                | データ | データ   | データ                    |
| ボタン | 論理ch   | 事業者                      | ボタン | 論理ch   | 事業者                                | ボタン | 論理ch   | 事業者                    |
| ------ | -------- | --------------------------- | ------ | -------- | ------------------------------------- | ------ | -------- | ------------------------- |
| 1      | 101      | 日本放送協会（NHK-BS）      | 1      | 300      | ビー・エス・コミュニケーションズ      | 1      | 900      | メガポート放送            |
| 2      | 102      | 日本放送協会（NHK-BS）      | 2      | 316      | ミュージックバード                    | 2      | 910      | ウェザーニューズ（WNI）   |
| 3      | 103      | 日本放送協会（NHK-BS）      | 3      | 320      | JFN衛星放送                           | 3      | 933      | Digicas                   |
| 4      | 141      | BS日本（BS日テレ）          | 4      | 333      | 衛星デジタル音楽放送 （セント・ギガ） | 4      | 940      | 日本データ放送（NDB）     |
| 5      | 151      | BS朝日                      | 5      | 444      | BS日本（BS日テレ）                    | 5      | 955      | メディアサーブ（BS955）   |
| 6      | 161      | BS-i （現：BS-TBS）         | 6      | 455      | BS朝日                                | 6      | 963      | 日本メディアーク（Tivi!） |
| 7      | 171      | BSジャパン （現：BSテレ東） | 7      | 461      | BS-i （現：BS-TBS）                   | 7      | 999      | 日本BS放送（ch999）       |
| 8      | 181      | BSフジ                      | 8      | 471      | BSジャパン （現：BSテレ東）           | 8      | （空き） | （空き）                  |
| 9      | 191      | WOWOW                       | 9      | 488      | BSフジ                                | 9      | （空き） | （空き）                  |
| 10     | 200      | スター・チャンネル          | 10     | 489      | BSフジ                                | 10     | （空き） | （空き）                  |
| 11     | （空き） | （空き）                    | 11     | 491      | WOWOW                                 | 11     | （空き） | （空き）                  |
| 12     | （空き） | （空き）                    | 12     | （空き） | （空き）                              | 12     | （空き） | （空き）                  |

2011年10月以降はBS再編によりテレビのチャンネルが増加し、一部機種が「グループB」で新局のボタン選局に対応するようになった。グループ・ボタンとチャンネルの対応を次に示す。
| グループA | グループA | グループA | グループA                                             | グループA | グループB | グループB | グループB | グループB                                    | グループB |
| ボタン    | 論理ch    | 論理ch    | 事業者                                                | サービス  | ボタン    | 論理ch    | 論理ch    | 事業者                                       | サービス  |
| ボタン    | 枠        | 代表      | 事業者                                                | サービス  | ボタン    | 枠        | 代表      | 事業者                                       | サービス  |
| --------- | --------- | --------- | ----------------------------------------------------- | --------- | --------- | --------- | --------- | -------------------------------------------- | --------- |
| 1         | 10x       | 101       | 日本放送協会（NHK-BS）                                | テレビ    | 1         | 23x-0     | 231       | 放送大学学園（放送大学）                     | テレビ    |
| 2         | 10x       | 102       | 日本放送協会（NHK-BS）                                | テレビ    | 2         | 23x-1     | 234       | グリーンチャンネル                           | テレビ    |
| 3         | 10x       | 103       | 日本放送協会（NHK-BS）                                | テレビ    | 3         | 23x-2     | 236       | アニマックス                                 | テレビ    |
| 4         | 14x       | 141       | BS日本（BS日テレ）                                    | テレビ    | 4         | 23x-3     | 238       | ビーエスFOX                                  | テレビ    |
| 5         | 15x       | 151       | BS朝日                                                | テレビ    | 5         | 24x-0     | 241       | スカパー・エンターテイメント （BSスカパー!） | テレビ    |
| 6         | 16x       | 161       | BS-TBS                                                | テレビ    | 6         | 24x-1     | 242       | J SPORTS                                     | テレビ    |
| 7         | 17x       | 171       | BSテレビ東京（BSテレ東）                              | テレビ    | 7         | 25x-0     | 251       | 釣りビジョン                                 | テレビ    |
| 8         | 18x       | 181       | BSフジ                                                | テレビ    | 8         | 25x-1     | 252       | WOWOWプラス （旧：IMAGICAティーヴィ）        | テレビ    |
| 9         | 19x       | 191       | WOWOW                                                 | テレビ    | 9         | 25x-2     | 255       | 日本映画放送                                 | テレビ    |
| 10        | 20x       | 200       | スター・チャンネル                                    | テレビ    | 10        | 25x-3     | 256       | ブロードキャスト・サテライト・ディズニー     | テレビ    |
| 11        | 21x       | 211       | 日本BS放送（BS11）                                    | テレビ    | 11        | 25x-3     | 258       | ブロードキャスト・サテライト・ディズニー     | テレビ    |
| 12        | 22x       | 222       | ワールド・ハイビジョン・チャンネル（BS12 トゥエルビ） | テレビ    | 12        | （空き）  | （空き）  | （空き）                                     | （空き）  |

#### 4K・8K放送
2018年12月1日に開始された新4K8K衛星放送におけるリモコンキーIDは、いずれも2Kとの共通点が見出だせるようになっている。また、ほぼ全機種で設定が共通しているため、全チャンネルについてIDの公式案内が行われている。
論理チャンネル枠とIDの対応は、割り当てがない「3」を除いて全て2Kと共通である。なお、論理チャンネルには「4K」「8K」のプリフィックスがつく。
NHK-BSは2波放送（BS4K→BSプレミアム4K・BS8K）のため、IDは「1」「2」の2つで、ID「3」は使用されていない。民放キー局系BS局とWOWOWには全て2Kと同じID（「4」から「9」）が割り当てられている。
ID「10」「11」「12」は2Kと異なるBS局に割り当てられているが、以下の通り共通点が存在する2K局に合わせて割り当てられている。
- ID「10」のザ・シネマは当時のスター・チャンネルと同じ東北新社系列のチャンネル。
- ID「11」のショップチャンネルはBS11でも一部時間帯でサイマル放送が行われている。ただし両局の系列は別[注 52]。
- ID「12」のQVCはトゥエルビでも一部時間帯でサイマル放送が行われているが、元々トゥエルビは1日の放送のうちQVCのサイマルが最大の割合を占める。更にQVCジャパンはQVCイギリス法人と三井物産の合弁で、その意味では同じ三井物産系列のチャンネル。

IDの割り当て一覧を次に示す。
| ID | 論理ch   | 論理ch   | 事業者                                 |
| ID | 枠       | 代表     | 事業者                                 |
| -- | -------- | -------- | -------------------------------------- |
| 1  | 10x      | 4K101    | 日本放送協会（NHK-BS）                 |
| 2  | 10x      | 8K102    | 日本放送協会（NHK-BS）                 |
| 3  | （空き） | （空き） | （空き）                               |
| 4  | 14x      | 4K141    | BS日本（BS日テレ）                     |
| 5  | 15x      | 4K151    | BS朝日                                 |
| 6  | 16x      | 4K161    | BS-TBS                                 |
| 7  | 17x      | 4K171    | BSテレビ東京（BSテレ東）               |
| 8  | 18x      | 4K181    | BSフジ                                 |
| 9  | 19x      | 4K191    | WOWOW                                  |
| 10 | 20x      | 4K203    | 東北新社メディアサービス（ザ・シネマ） |
| 11 | 21x      | 4K211    | SCサテライト放送（ショップチャンネル） |
| 12 | 22x      | 4K221    | QVCサテライト（QVC）                   |

### CSデジタル放送等について
CSデジタル放送やCATV配信サービスにはそもそもリモコンキーIDの概念がない。
ただし、スカパー!（東経110度CSデジタル放送。以下同）ではBSデジタル放送とチューナーを共用する関係上、使い勝手を近づけるため受信機側である程度の出荷時プリセットはなされている（詳細は受信機の取扱説明書等を参照）。
また、スカパー!・スカパー!プレミアムサービス・CATV配信サービスでも地上波・BS同様に機器設定の手動変更でワンタッチボタンも設定出来る。

#### 東経110度CSデジタル放送
BSデジタル放送同様、ARIB TR-B15にて、ワンタッチボタンの「参考となるボタン割り当ての事業者推奨例」が提示されている。ただし「実装については商品企画マター」としており、正式なリモコンキーIDではない。
ARIBにて提示されている事業者推奨例の一覧を次に示す。
| ネットワークA（CS1） | ネットワークA（CS1） | ネットワークA（CS1）         | ネットワークB（CS2） | ネットワークB（CS2） | ネットワークB（CS2）                         |
| ボタン               | 論理ch               | 事業者                       | ボタン               | 論理ch               | 事業者                                       |
| -------------------- | -------------------- | ---------------------------- | -------------------- | -------------------- | -------------------------------------------- |
| 1                    | 001                  | スカパー・エンターテイメント | 1                    | 100                  | スカパー・エンターテイメント                 |
| 2                    | 990                  | 日本BS放送                   | 2                    | 110                  | シーエス・ワンテン                           |
| 3                    | 025                  | 日本メディアーク             | 3                    | 123                  | シーエス映画放送                             |
| 4                    | 335                  | キッズステーション           | 4                    | 300                  | CS日本                                       |
| 5                    | 055                  | SCサテライト放送             | 5                    | 253                  | アクティブ・スポーツ・ブロードキャスティング |
| 6                    | 900                  | メガポート放送               | 6                    | 160                  | CS-TBS                                       |
| 7                    | 700                  | スペーステリア               | 7                    | 177                  | インタラクティーヴィ                         |
| 8                    | 080                  | メガポート放送               | 8                    | 302                  | サテライト・サービス                         |
| 9                    | 091                  | CS-WOWOW                     | 9                    | 194                  | インターローカルメディア                     |
| 10                   | （空き）             | （空き）                     | 10                   | 101                  | 宝塚クリエイティブアーツ                     |
| 11                   | （空き）             | （空き）                     | 11                   | 235                  | シーエス・ナウ                               |
| 12                   | （空き）             | （空き）                     | 12                   |                      | （ハリウッドムービーズ）                     |

#### スカパー!プレミアムサービス
専用チューナーのリモコンにはワンタッチボタンではなくテンキーが搭載されているため、ワンタッチ設定は最大10局に制限される（かつて販売・レンタル受付されていた、ワンタッチボタンが搭載されているチューナーの場合はこの限りではない）。

#### ケーブルテレビ
ケーブルテレビのセットトップボックスではワンタッチとテンキーの切り替えが出来る機種が大抵で、テンキー設定でも1つだけボタンを押して待つとワンタッチボタン同然の挙動をする（地上波・BSも同様）。